# Кућа Бука: Филм
Кућа Бука: Филм (енгл. The Loud House Movie) амерички је анимирани мјузикл филм из 2021. године; режирао га је Дејв Нидам (у свом редитељском дебију), по сценарији који су написали Крис Вискарди и Кевин Саливан од продуцента компаније Nickelodeon Movies. Овај филм је приказан 20. августа на Netflix-у. Филм је базиран на анимираној серији Кућа Бука.